# HD63759
HD63759 — хімічно пекулярна зоря спектрального класу A2, що має видиму зоряну величину в смузі V приблизно  8,3.
Вона  розташована на відстані близько 939,9 світлових років від Сонця.

## Пекулярний хімічний склад
Зоряна атмосфера HD63759 має підвищений вміст 
Cr
.